# Municipio de Huron (condado de Huron)
El municipio de Huron (en inglés: Huron Township) es un municipio ubicado en el condado de Huron en el estado estadounidense de Míchigan. En el año 2010 tenía una población de 437 habitantes y una densidad poblacional de 4,73 personas por km².

## Geografía
El municipio de Huron se encuentra ubicado en las coordenadas 43°58′49″N 82°49′33″O / 43.98028, -82.82583. Según la Oficina del Censo de los Estados Unidos, el municipio tiene una superficie total de 92.43 km², de la cual 86,85 km² corresponden a tierra firme y (6,04 %) 5,58 km² es agua.

## Demografía
Según el censo de 2010, había 437 personas residiendo en el municipio de Huron. La densidad de población era de 4,73 hab./km². De los 437 habitantes, el municipio de Huron estaba compuesto por el 96,34 % blancos, el 0,46 % eran amerindios, el 3,2 % eran de otras razas. Del total de la población el 7,32 % eran hispanos o latinos de cualquier raza.